# Danau Melintang
Danau Melintang är en sjö i Indonesien. Den ligger i den nordvästra delen av landet, 1 200 km nordost om huvudstaden Jakarta. Danau Melintang ligger 2 meter över havet. Arean är 88 kvadratkilometer. Den sträcker sig 11,1 kilometer i nord-sydlig riktning, och 18,9 kilometer i öst-västlig riktning.